# 投資ファンド
投資ファンド（とうしファンド、英語: investment fund）は、複数の投資家から集めた資金を用いて投資を行いそのリターンを分配する仕組みをいう。単にファンドともいう。投資信託として組成されることがあるが、一方で、いわゆる投資事業組合として組成されることもあり、文脈によってはいずれか一方のみを指すことも多い。会社型投信、契約型投信などに分類される。
投資家となる者から資金を集めて1つの財団的まとまりとすることで、その資金を投資した場合の規模のメリットや、影響力の強化を図ることとなる。投資家側からみると、投資ファンドは一定の利回りを目標利回りとして設定するなどしており、その運用内容を魅力として投資することがある。また、実際の投資家に代わって対象会社に対する影響力の行使を行うなど、表に実際の投資家が出てこない形で投資が行える点もメリットとなっている。
投資ファンドの実際の投資はファンド・マネージャーと一般に呼ばれる投資の責任者が担当する。運用者への報酬は、基本的な管理報酬と、運用実績に応じた歩合的な報酬が一般的である。
日本法上における投資ファンドは、一般に組合、投資事業有限責任組合などの法形式をとって組織する場合と、投資信託を用いる場合が見られる。金融機関などの投資関連部門と比べると、法規制などによるコントロールが厳しくないことから、比較的機動的な運用が可能であり、また必要に応じてファンドの形態を使い分けることができることなどから、便宜的な投資のための資金の受け皿として用いられている面がある。

## 経産省資料での分類
- 商品投資に係る事業の規制に関する法律（商品ファンド法）

### 投資型ファンド
金融商品等に投資する。
- 上場株式等、主に市場性のある商品が対象
  - 投資信託・商品ファンド
  - ヘッジファンド
  - アクティビスト

- 非上場企業（未公開株）が対象（プライベート・エクイティ・ファンド）
  - ベンチャーファンド
  - バイアウトファンド
  - 企業再生ファンド

### 事業型ファンド
共同で事業に投資する。
- 商品ファンド法上の「現物」が対象
  - 現物ファンド - 映画ファンド・競馬（一口馬主）など
- 現物以外を対象
  - 事業型ファンド（狭義） - 映画以外の著作権ビジネス（製作委員会方式）、設備リースなど
  - 社会投資ファンド - 鉄道・道路など

## 参考資料
- 経済産業省「経済成長に向けたファンドの役割と発展に関する研究会」報告書について[1]。